# Dorfkirche Löwenbruch

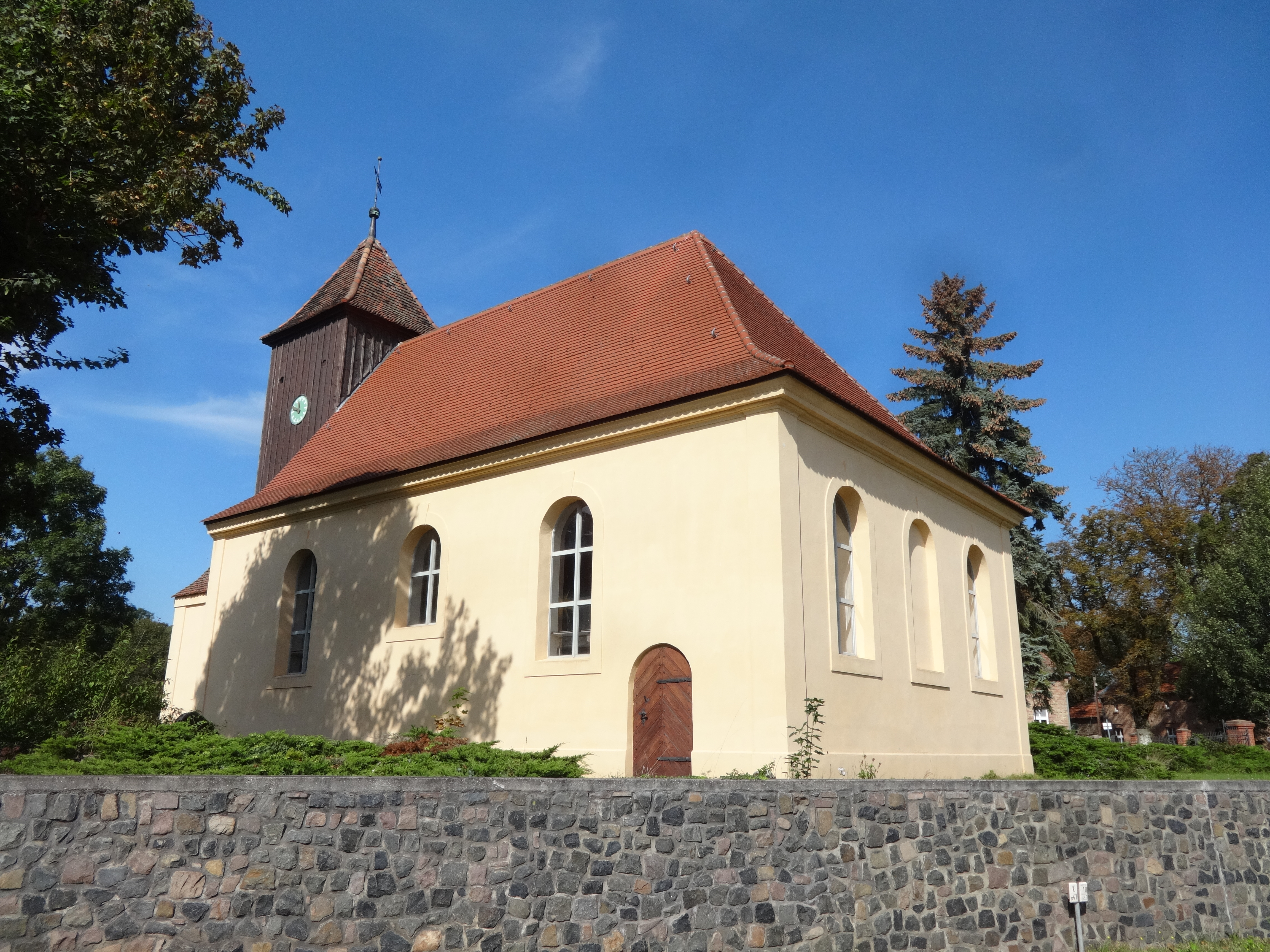
Dorfkirche Löwenbruch

Die evangelische Dorfkirche Löwenbruch ist eine Saalkirche  aus dem Jahr 1716 in Löwenbruch, einem Ortsteil der Stadt Ludwigsfelde im Landkreis Teltow-Fläming im Land Brandenburg. Die Kirchengemeinde gehört zum Kirchenkreis Zossen-Fläming der Evangelischen Kirche Berlin-Brandenburg-schlesische Oberlausitz. Die Kirche trägt das Patrozinium der Heiligen Anna.

## Lage
Die Straße Alt Löwenbruch führt von Norden kommend auf den historischen Dorfanger zu. Dort steht die Kirche auf einer erhöhten Fläche, die mit einer Mauer aus wenig behauenen und leicht lagig geschichteten Feldsteinen eingefriedet ist.

## Geschichte
Der Sakralbau entstand im Jahr 1716 anstelle eines mittelalterlichen Vorgängerbaus. Das Kirchenpatronat lag zu dieser Zeit beim Gutsherren Achatz von Alvensleben. 1805 ließ die Kirchengemeinde den zuvor spitzen Turmhelm durch ein Zeltdach ersetzen. 1974 sanierten Handwerker die oberen Turmgeschosse.

## Baubeschreibung

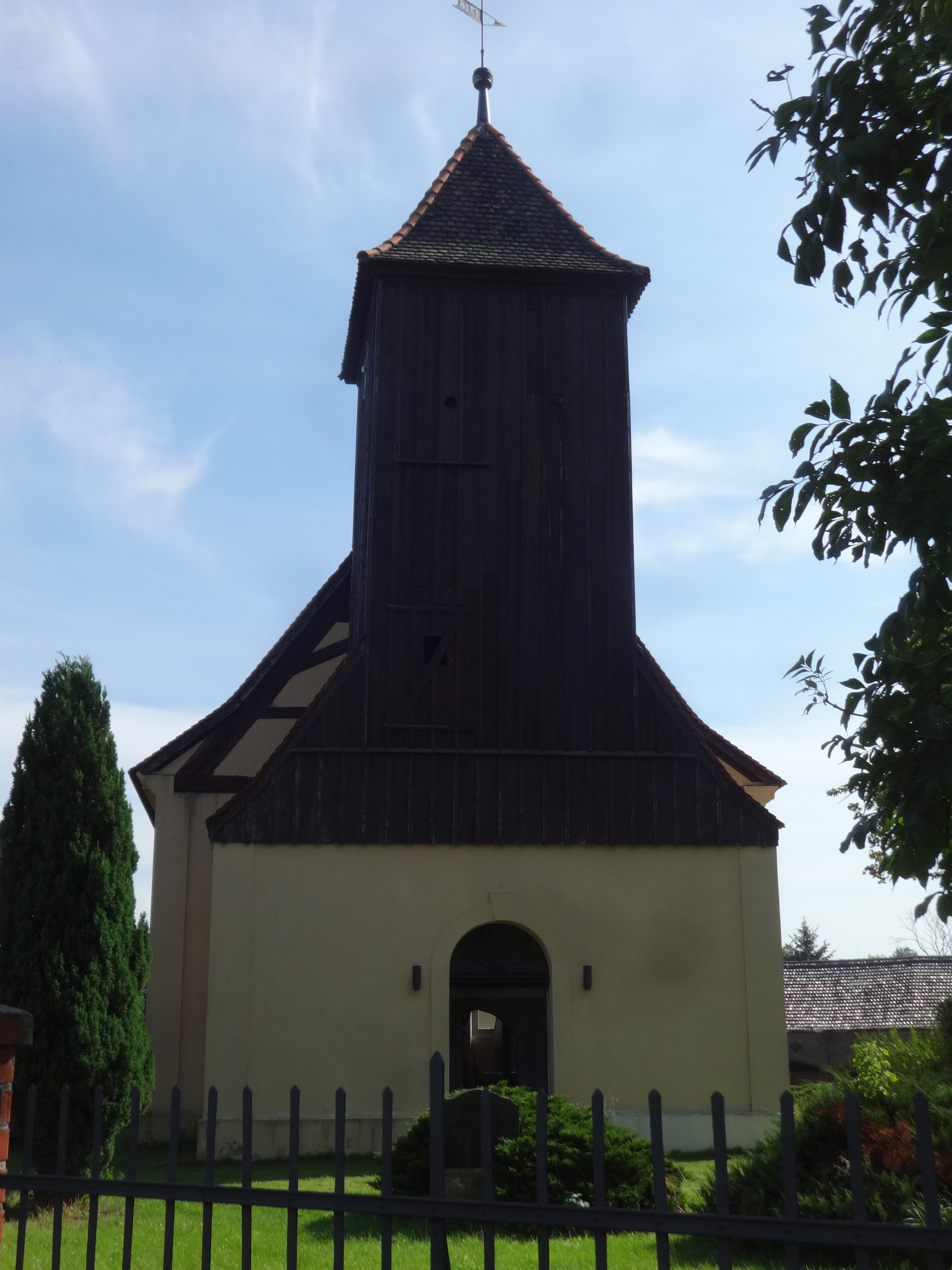
Westturm

Das Bauwerk wurde im Wesentlichen aus Mauersteinen errichtet, die anschließend verputzt wurden. Die Ecken des Bauwerks werden durch Lisenen betont, ebenso der Sockel durch ein umlaufendes Putzband. Der Chor ist gerade und nicht eingezogen. An der östlichen Wand sind an den beiden Außenseiten zwei große, bogenförmige Fenster mit profilierten Faschen und einem hervorgehobenen Schlussstein. Mittig ist eine gleichartig ausgeführte Blende.
Dieser Dreiklang findet sich auch am Kirchenschiff. Hier sind ebenfalls an den Außenseiten zwei gleichartige Fenster, mittig ein kleineres, hochgesetztes. In Richtung Chor ist an der südlichen Seite eine kleine, hölzerne und ebenfalls bogenförmige Pforte, die zur Patronatsloge führt. Sie fehlt an der nördlichen Seite. Dort wurden lediglich die drei Fenster verbaut.
Der Westturm ist rechteckig und stark eingezogen. Der Zugang erfolgt von Westen her durch ein bogenförmiges Portal. Die darüberliegenden Geschosse sind quadratisch und verbrettert. An der Nord- und Südseite ist je eine Turmuhr angebracht. Darüber ist ein Zeltdach, dass mit Turmkugel und Wetterfahne abschließt.

## Ausstattung
Der gedrungene Kanzelaltar ist eine Stiftung des Kirchenpatrons aus dem Jahr 1719. Er besteht aus einem geschweiften Kanzelkorb, an dem die Reliefs der vier Evangelisten angebracht wurden. Sie werden nicht wie üblich durch eine Abbildung von Jesus Christus, sondern durch einen Prediger ergänzt, der Martin Luther darstellen könnte. Darunter ist der Spruch zu lesen: „Gottes Wort und Luthers / Lehr, vergehet nun und / nimmermehr!“ Dahinter ist ein Säulenaufbau mit Pilaster, die eine Strahlensonne in einem gesprengten Giebel tragen. Seitlich sind hölzerne, mit Akanthus, verzierte Wangen, die die Wappen der Familie derer von Gröben und derer von Thümen tragen. Die sechseckige, hölzerne Fünte wurde im Jahr 1670 angefertigt und trägt die Initialen von Balzer Ernst von der Gröben und Dorothea Sybille von Thümen. Sie wurde 1969 unfachmännisch restauriert, in dem sie einen verfälschenden Farbanstrich erhielt. Der Taufdeckel kann über ein Seil von der Vorhalle des Kirchturms aus bedient werden.
Zur weiteren Kirchenausstattung gehören drei Schnitzfiguren, die zu den ältesten erhalten gebliebenen Schnitzfiguren der Mark Brandenburg zählen: zwei Bischöfe aus der Zeit um 1300 bzw. aus der zweiten Hälfte des 14. Jahrhunderts sowie Anna selbdritt. Diese Figur ist auf das Jahr 1380 datiert und stand ursprünglich in einem Altarretabel in Sieversdorf. Ein Kruzifix entstand in der ersten Hälfte des 17. Jahrhunderts. An der Südseite ist eine zweigeschossige Patronatsloge mit Schiebefenstern. Sie kann durch die hölzerne Tür an der südöstlichen Seite des Gebäudes von außen betreten werden.
Das Bauwerk ist in seinem Innern flach gedeckt. Im Turm hängt eine Glocke aus dem 14. Jahrhundert. Auf dem kleinen Friedhof an der Kirche befanden sich nach Theodor Fontane ausgangs des 19. Jahrhunderts noch Grabstellen der einstigen Patronatsfamilie von Boytin. Bis heute sind mehrere Gräber der Familie von dem Knesebeck vorhanden, u. a. des Generals und Gutsherrn zu Löwenbruch Lothar von dem Knesebeck.